# 白滝ふるさとテレビ
白滝ふるさとテレビ（しらたきふるさとテレビ）は北海道遠軽町旧白滝村地域に存在したケーブルテレビ局。

## 概要
四方を山に囲まれていたことから難視聴地域となっていた白滝村において1962年4月に「白滝村テレビ共同聴視施設組合」が設立され5月に着工され8月から運用を開始、また1967年9月25日には国有林内にNHK白滝テレビ中継局が設置された。
その後村役場の改築に合わせ、1997年秋に役場新庁舎2階に放送施設「ふるさと情報センター」を設け、既存の難視聴対策用の有線テレビ網を通じて当時の村内全570戸と公共施設に自主放送を配信することとし、1997年12月から試験放送を開始、1998年2月1日に本放送を開始。初日は村長の開局挨拶や役場新庁舎竣工式や成人式の様子を放送し、村内行事の紹介を中心に放送した他村議会中継も行い1998年の村議会ではテレビ中継を意識してか開局前の1997年と比較し4回の定例会での合計で質問者が18人から26人・会議時間は33時間59分から37時間53分の増加も見られた。
2000年度からは村の広報誌「広報しらたき」を月刊から奇数月の隔月刊とし行事取材をケーブルテレビ放映に移す政策も行われ、2002年度からは季刊となった。
その後遠軽町への合併後も存続し遠軽町役場白滝支所地域住民課が運営していたが、地上デジタル放送対応の機材への更新費に数千万円が見込まれることから2010年に廃止の方針となり、2011年3月31日に閉局。その後は「白滝共聴施設」を用いて有線による地上デジタル放送の再送信を行っている。

## 主な番組
閉局直前の時点では1回につき15-60分間の地域のイベントや学校行事を紹介する番組を1日4回放映していた。
- 白滝ふるさとテレビ - 村役場からのお知らせや村内の行事の模様を取り上げる[4]。
- はじめまして - 新たに村に赴任した教員や消防職員などを紹介する[2]。

## 放送チャンネル
| NHK-G   | NHK-E   | NNN            | ANN              | JNN        | TXN          | FNN            |
| ------- | ------- | -------------- | ---------------- | ---------- | ------------ | -------------- |
| NHK北見 | NHK北見 | 札幌テレビ放送 | 北海道テレビ放送 | 北海道放送 | テレビ北海道 | 北海道文化放送 |

## 備考
- テレビ北海道（TVh）は、北海道総合通信網（HOTNET）などを使った専用回線（例：導入事例：ブロードバンドコミュニケーション：情報通信カンパニー：古河電工）が開通しておらず、配信出来なかった状態にあったことから再送信されていなかった（但し、同局で放送されている一部の番組はBSジャパンで視聴可能）。しかし、2011年11月にはオホーツク管内の一部、網走送信所と北見中継局が開局し、隣の湧別町中湧別地区でも視聴が出来たため、遠軽町民の中でもTVhを見たい機運が高まり、遠軽町が開局費用を支出し、2013年11月6日から試験放送を行い、同年11月27日に正式に開局。受信元となる丸瀬布中継局も開局したため、再送信を開始することになった。